# Управление воздушных операций ВВС Израиля
Управление воздушных операций ВВС (ивр. להק מבצעי אוויר‎) — основное подразделение штаба военно-воздушных сил Израиля.
Управление была создано в августе 2014 года, центр его деятельности, который до его создания находился в составе Управления воздушных сил ВВС, нахолдится в обеспчении боевую активности сил ВВС. Управление возглавляется офицером в звании бригадного генерала («тат-алуф»).

## Структура
Управление состоит из следующих отделов:
- Штурмовой отдел
- Отдел противовоздушной обороны и сбора данных
- Отдел содействия
- Отдел безопасности ВВС
- Командование войск специального назначения ВВС (7-е авиакрыло)
- Подразделение управления и операций

В функции отдела содействия входит также поддержание оперативной связи с Управлением содействия и вертолётного флота ВВС.

## Зоны ответственности
- Управление процессом активации военно-воздушных сил
- Утверждение эксплуатационных потребностей
- Координация и интеграция между формированиями ПВО и ударными соединениями
- Определение целей боевой готовности и компетентности оперативных сил
- Определение задач обороны и обеспечения наземной безопасности в армии

## Начальники управления
| Имя           | Срок полномочий |
| ------------- | --------------- |
| Томер Бар     | 2014 — 2017     |
| Нир Баркан    | 2017 — 2019     |
| Эяль Гринбойм | 2019 — 2021     |
| Омер Тишлер   | 2021 — н.в.     |

## Эмблемы подразделений управления
Эмблемы подразделения управления и операций, отдела нападения и отдела противовоздушной обороны и сбора были разработаны Игалем Габаи.

Подразделение управления и операций
7-е авиакрыло